# Медаља за ослобођење Београда
Медаља за ослобођење Београда (рус. Медаль «За освобождение Белграда») била је медаља Совјетског Савеза у кампањи Другог светског рата. Основана је 9. јуна 1945. године указом Президијума Врховног совјета Совјетског Савеза како би се угодило комесаријату за одбрану Совјетског Савеза.

## Статут за медаље
Медаља за ослобођење Београда додељена је војницима Црвене армије, морнарице и трупама Народног комесаријата унутрашњих послова, , непосредним учесницима херојског напада и ослобођења града Београда као и организаторима и вођама борбених дејстава у ослобађању овог града. Медаље су додељене у име Президијума Врховног совјета Совјетског Савеза, на основу докумената који сведоче о стварном учешћу у ослобађању Београда. Војно особље које је служило, медаљу добило је од команданта јединице, пензионисани из војне службе медаље су добили од регионалног, општинског или окружног војног повереника у заједници примаоца.
Медаља се по правилу носила на левој страни униформе у пределу грудног коша и у присуству других медаља Совјетског Савеза, по правилу налазила се непосредно после Медаље за заузимање Берлина. Ако би се медаља носила у присуству ордена или медаља Руске Федерације, оне би имале предност.

## Опис медаље
Медаља „За ослобођење Београда“ је округла месингана медаља пречника 32 мм са подигнутим ободом на аверсу. На аверсу дуж читавог обима медање налази се ловоров венац, раздвојен само на врху малом звездом са петокраком, а унутар венца, дуж његовог горњег унутрашњег обима, налази се рељефни натпис „ЗА ОСЛОБОЂЕЊЕ“. У доњем центру непосредно изнад венца налази се водоравни рељефни натпис „БЕОГРАДА“. На врху реверса налази се рељефна обична петокрака звезда, испод које се налази датум у три реда: „20. ОКТОБАР 1944“.
Медаља за ослобођење Београда причвршћена је прстеном кроз омчу за вешање медаље до стандардног совјетског петоугаоног носача прекривеног зеленом свиленом муар траком ширине 24 мм са црном централном траком ширине 8 мм. Ову медаљу су поред око 70.000 људи добили Фјодор Толбухин и Сергеј Бирјузов.